# Аркенски камък
Аркенският камък (среща се и като Аркен) е скъпоценен камък от книгата на Джон Роналд Руел Толкин „Хобитът“. Той представлява изключително голям диамант, който принадлежи изцяло на рода на Торин Дъбощит. След смъртта на Торин Аркен е положен на гроба му заедно с меча Оркрист. По време на приключението си с джуджетата Билбо открива диаманта в недрата на Самотната планина сред съкровищата на Смог. 'Аркенският камък' се превръща в откуп, който предотвратява една война, за сметка на друга. Торин и неговите спътници разбуждат дракона Смог и той излива своя гняв върху езерните хора от Есгарот. След гибелта на дракона, езерните хора отиват при Торин, с молба да предаде малка част от съкровището, за да се поправят щетите от нападението на Смог. Торин, разбира се, е надарен с изключителното упорство и инат на джуджетата и отказва да помогне. Езерните хора поставят Самотната планина под обсада. Задава се воина. Билбо решава да иде в лагера на езерните хора и да им предложи Аркен, в замяна те трябва да намерят мирно решение на ситуацията. Така хобитът предотвратява една нелепа воина, но печели гнева на Торин, който го смята за предател. Сетне идва битката на Петте армии, в която Торин намира смъртта си и на смъртното си ложе поднася извинение на Билбо и го моли за прошка. От спътниците на Билбо, освен Торин, в битката загиват също Фили и Кили.